# Brachymystax lenok
Espèce
Statut de conservation UICN

 LC  : Préoccupation mineure
Brachymystax lenok est une espèce de poissons d'eau douce de la famille des Salmonidae originaire du Nord-Est de l'Asie.

## Répartition
Ce poisson se rencontre en Chine, en Corée du Nord, en Corée du Sud, au Kazakhstan, en Mongolie et en Russie. C'est un poisson d'eau douce froide qui ne migre jamais vers l'océan.

## Description
Brachymystax lenok peut mesurer jusqu'à 70 cm de longueur totale pour les mâles et jusqu'à 60 cm pour les femelles. Son poids maximal enregistré est de 8 kg.
Ce poisson se nourrit d'insectes (à l'état larvaire ou adulte), d'amphipodes, de petits poissons, de grenouilles, de souris et d’œufs de saumon. Pendant la période de frai, le corps vire au rouge foncé et les nageoires dorsale et pectorale présentent un arc-en-ciel de couleurs.

## Classification
Le nom valide complet (avec auteur) de ce taxon est Brachymystax lenok (Pallas, 1773).
L'espèce a été initialement classée dans le genre Salmo sous le protonyme Salmo lenok Pallas, 1773.
Brachymystax lenok a pour synonymes :
- Brachymystax lenok tsinlingensis Li, 1966
- Brachymystax coregonoides (Pallas, 1814)
- Salmo coregonoides Pallas, 1814
- Salmo lenok Pallas, 1773

## Étymologie
Son épithète spécifique, lenok, reprend le nom vernaculaire russe qui lui est donné en Sibérie.